# 4843 Mégantic
4843 Mégantic eller 1990 DR4 är en asteroid i huvudbältet som upptäcktes den 28 februari 1990 av den belgiske astronomen Henri Debehogne vid La Silla-observatoriet. Den är uppkallad efter Mont Mégantic-observatoriet.
Asteroiden har en diameter på ungefär 26 kilometer och den tillhör asteroidgruppen Eos.